# Сухомлинов Данило Андрійович
Данило Андрійович Сухомлинов (рос. Данила Андреевич Сухомлинов, нар. 31 серпня 2002, Воронеж, Росія) — російський футболіст, атакувальний півзахисник клубу «Ростов».

## Ігрова кар'єра
Данило Сухомлинов народився у місті Воронеж і займатися футболом почав у місцевому клубі «Факел». Пізніше Сухомлинов грав у молодіжній команді бєлгородського клубу «Енергомаш». Взимку 2019 року футболіст проходив стажування у німецькому клубі «Юрдінген 05». У 2020 році футболіст приєднався до клубу «Ростов», де грав у молодіжній команді.
Влітку 2020 року Сухомлинов підписав з клубом п'ятирічний контракт. На професійному рівні футболіст дебютував у листопаді 2020 року, коли вийшов на заміну у матчі проти ЦСКА.
У липні 2022 року Сухомлинов був відправлений в оренду у клуб ФНЛ СКА-«Хабаровськ». Через півроку, у січні 2023 року футболіст повернувся до розташування «Ростова».